# Dicranota kulshanensis
Dicranota kulshanensis är en tvåvingeart som beskrevs av Alexander 1949. Dicranota kulshanensis ingår i släktet Dicranota och familjen hårögonharkrankar. Inga underarter finns listade i Catalogue of Life.